# Giambattista Abati

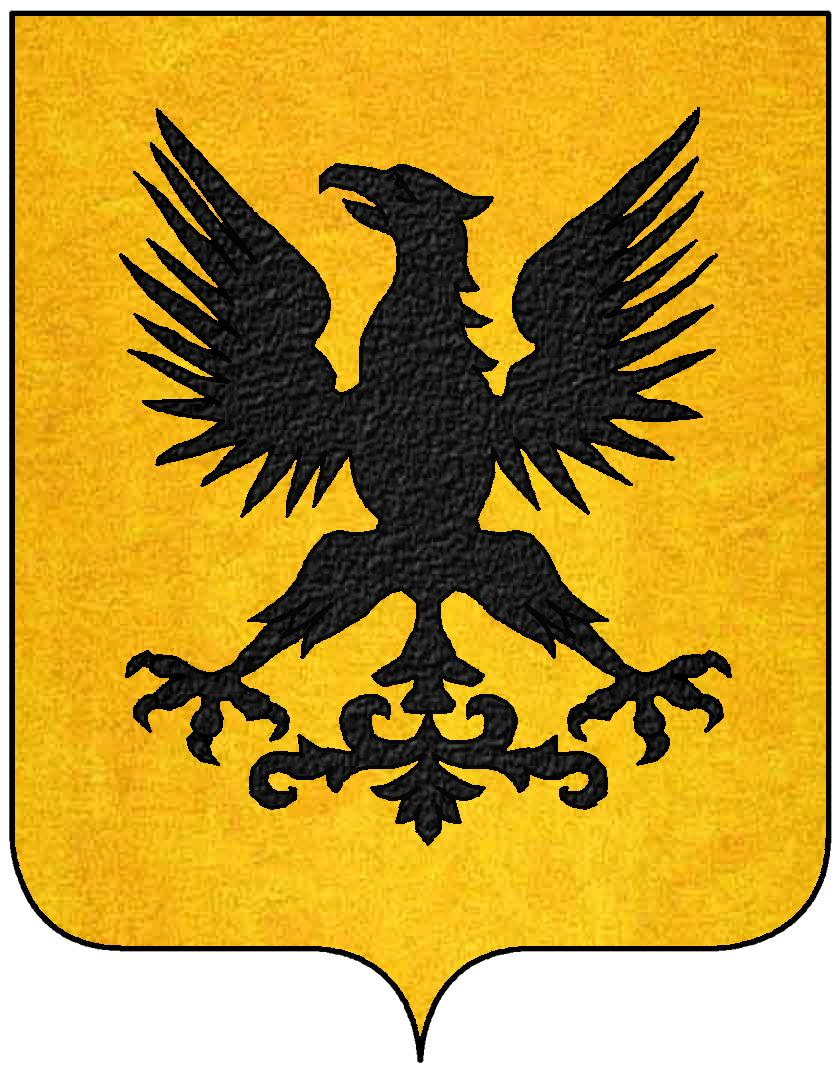
Stemma Abati

Giambattista Abati, conosciuto anche come Abbadino (Mantova, fine del XV secolo – Mantova, dopo il 1556), è stato un diplomatico italiano di Casa Gonzaga.

## Biografia
Nacque verso la fine del XV secolo da Matteo o Maffeo Abati, appartenente a un ramo decaduto della casa mantovana degli Abati, di antica nobiltà: per distinguerla dal ramo ancora in auge, la sua famiglia veniva chiamata degli Abadini o Abbaddini, così che Giambattista venne anche soprannominato Abbadino.
Giambattista Abati riuscì tuttavia emergere grazie alle proprie qualità, fino a ottenere, nel 1520, la carica di cancelliere del marchese Ferdinando II Gonzaga, per il quale svolse incarichi diplomatici alla corte di papa Adriano VI nel 1523 e alla corte imperiale di Praga nel 1531. Per i suoi servizi nel 1529 gli vennero donati vari possedimenti terrieri.
Nel 1537 incontrò Carlo V e papa Paolo III, il quale sembrava allora intenzionato a tenere a Mantova il concilio – poi svoltosi a Trento - che avrebbe dovuto affrontare i problemi posti dalla Riforma protestante.  È menzionato con il ruolo di segretario nel libro degli stipendiati di corte del 1554, e nel 1556 Abati fu nominato consigliere del duca Guglielmo Gonzaga.